# May Sutton
May Sutton (Plymouth, 25 settembre 1886 – Santa Monica, 4 ottobre 1975) è stata una tennista statunitense.

## Biografia
Nata in Inghilterra, ultima di sette fratelli, si trasferì negli Stati Uniti al seguito dei genitori che si stabilirono in California vicino a Pasadena.
La sua famiglia è stata profondamente legata al tennis per diverse generazioni: si sposò nel 1912 con il collega Tom Bundy e la figlia Dorothy fu a sua volta un'importante tennista, capace di conquistare gli Australian Championships 1938; il nipote Brian non ottenne risultati paragonabili a quelli delle generazioni precedenti, ma partecipò a sua volta a più edizioni degli US Open.
Oltre ai discendenti diretti, si può contare il nipote ex fratre John Doeg, che vinse gli U.S. National Championships 1930.

## Carriera
Vinse il primo torneo all'età di tredici anni e presto cominciò a dominare la scena tennistica nella California del sud; a diciassette anni viaggiò fino a Philadelphia per disputare gli U.S. National Championships 1904, dove dominò il torneo in singolare e conquistò il doppio in coppia con Miriam Hall.
L'anno successivo decise di partecipare a Wimbledon, diventando la seconda statunitense a giocare i Championships, e riuscì nell'impresa di conquistare il titolo all'esordio, interrompendo il dominio britannico sullo Slam di casa.
In quanto detentrice del titolo, si ripresentò a Londra per difenderlo nel 1906, ma venne sconfitta da Dorothea Douglass in due set; le due si ritrovarono in finale per la terza volta consecutiva a Wimbledon 1907, dove Sutton ebbe la meglio in due set.
Ridusse le partecipazioni agli eventi sportivi per dedicarsi alla famiglia e ai quattro figli da crescere, ma nel 1918 ricominciò a giocare principalmente nel doppio femminile. Agli U.S. National Championships 1921 raggiunse a sorpresa la semifinale del singolare femminile, sconfitta solo dalla futura campionessa Molla Mallory, e nel 1925, all'età di 38 anni, rappresentò gli Stati Uniti nella Coppa Wightman. Si ritirò ufficialmente dal tennis nel 1929, dopo aver giocato un'ultima volta sui campi di Wimbledon, dove raggiunse i quarti di finale.
Nel 1959 è stata la prima donna ad essere introdotta nell'International Tennis Hall of Fame.